# Froidos
Froidos is een gemeente in het Franse departement Meuse (regio Grand Est) en telt 93 inwoners (2009). De plaats maakt deel uit van het arrondissement Verdun.

## Geografie
De oppervlakte van Froidos bedraagt 9,0 km², de bevolkingsdichtheid is dus 10,3 inwoners per km².
De plaats ligt aan de rivier de Aire.
De onderstaande kaart toont de ligging van Froidos met de belangrijkste infrastructuur en aangrenzende gemeenten.

## Demografie
Onderstaande figuur toont het verloop van het inwonertal (bron: INSEE-tellingen).